# 128
Cette page concerne l'année 128  du calendrier julien. Pour l'année 128 av. J.-C., voir 128 av. J.-C. Pour le nombre 128, voir 128 (nombre).
L'année 128 est une année bissextile qui commence un mercredi.

## Événements
- 1er juillet : Hadrien, qui visite la Maurétanie et la province romaine d'Afrique, inspecte à Lambaesis (Lambèse) les troupes qui y sont stationnées, notamment la Legio III Augusta, et les harangue[1].
- Septembre : après un bref passage à Rome, Hadrien part pour Athènes pour une deuxième tournée d'inspection des provinces (128-134) : Grèce, Asie Mineure, Égypte. Il participe aux mystères d'Éleusis, programme la construction de nouveaux bâtiments à Athènes (temple d'Héra, temple de Zeus panhellenios, gymnase et nouveau quartier près de l'Ilissós) ; plus tard, il visite de nouveau Sparte[2].

- Début du règne de Mithridate IV, roi des Parthes (fin en 147)[3].